# Pont de Noirmoutier
Die Pont de Noirmoutier ist eine Straßenbrücke zwischen der Île de Noirmoutier und dem Festland bei Fromentine im französischen Département Vendée in der Region Pays de la Loire.
Die zweispurige Brücke führt die Route départementale D38 über die Meerenge vor der Insel. Sie hat eine Durchfahrtshöhe von 24 m um den Schiffsverkehr zwischen Fromentine und der Île d’Yeu nicht zu behindern. Auf ihrer westlichen Seite befindet sich ein Geh- und Radweg.
Die Brücke ist 583 m lang und 13,5 m breit. Sie hat insgesamt 10 Öffnungen, davon 4 Öffnungen für die Zufahrtsrampe vom Festland und 3 für die Rampe von der Insel, jeweils mit einer Stützweite von 55 m. Die Hauptöffnung ist 88 m weit und wird von zwei Seitenöffnungen flankiert, die ebenfalls 55 m weit sind.
Die Brücke hat zwei parallele, rechteckige, 3,8 m breite Spannbeton-Hohlkästen, die in den Haupt- und Nebenöffnungen leicht gevoutet sind. Sie werden von ebenso breiten Pfeilern aus Stahlbeton gestützt.
Die von Dumez (heute ein Teil von Vinci) zwischen 1969 und 1971 gebaute Brücke wurde aus an Land betonierten Fertigteilen erstellt, die mit einem Vorbaugerüst an ihre vorgesehene Stelle gehoben wurden. Sie war nach dem 1966 eröffneten Viaduc d’Oléron die zweite der großen Spannbetonbrücken zu französischen Inseln.
Sie wird im Sommer von bis zu 21.000 Fahrzeugen pro Tag benutzt. Im März 2024 beschloss das Département Vendée, die Brücke entgegen den Wünschen der Inselbewohner weiterhin mautfrei zu lassen. Man befürchtet, dass andernfalls die gefährliche Passage du Gois stärker befahren werde. Wegen der ausgesetzten Lage wird sie ab Windgeschwindigkeiten von 100 km/h gesperrt.
Im Sommer 2018 begann eine grundlegende Überholung, die 2022 abgeschlossen wurde.